# Alexandra Maria Lara
Alexandra Plătăreanu (Bucarest, 12 de noviembre de 1978), más conocida como Alexandra Maria Lara, es una actriz alemana de origen rumano, especialmente conocida por sus interpretaciones en películas como Der Untergang (2004), Youth Without Youth (2007) o Rush (2013).

## Biografía
Lara nació en Bucarest el 12 de noviembre de 1978, siendo hija de Valentin Plătăreanu.
Se trasladó con su familia a Alemania Occidental cuando tenía cuatro años y medio; allí se formó en el Liceo Francés de Berlín oeste y después estudió en la academia artística Charlottenburg Theaterwerkstatt. A los 16 años ya había interpretado algunos papeles de protagonista en diversas producciones televisivas. Desde entonces fue ganando reputación como actriz.
Su papel más famoso fue el de Traudl Junge, secretaria de Adolf Hitler, en la producción alemana Der Untergang, nominada en 2004 al Óscar a la mejor película de habla no inglesa, donde se narran los últimos días de Hitler. Otras participaciones en cine incluyen Youth Without Youth (2007), película de habla inglesa dirigida por Francis Ford Coppola y The Reader (2008), dirigida por Stephen Daldry. Para muchos críticos, Lara es una actriz con talento y con gran experiencia en películas[cita requerida].
También apareció en el vídeo "Shadowplay" de The Killers, y como parte de la película Control sobre la vida de Ian Curtis, líder y vocalista de Joy Division.
Lara habla cuatro idiomas: rumano, alemán, inglés y francés

## Filmografía

### Cine y televisión
- Sperling und der falsche Freund (1997)
- Südsee, eigene Insel (1999)
- Vertrauen ist alles (2000)
- Fisimatenten (2000)
- El túnel (2001)
- Honolulu (2001)
- Leo und Claire (2001)
- Liebe und Verrat (2002, TV)
- Was nicht passt, wird passend gemacht (2002)
- 99 Euro Films (2002)
- Napoléon (2002)
- Doctor Zhivago (2002)
- Schleudertrauma (2002)
- Desnudos (2002)
- Der Wunschbaum (2004)
- Leise Krieger (2004)
- Der Untergang (2004)
- Cowgirl (2004)
- Trenck (2003)
- Offset (2005)
- Der Fischer und seine Frau (2005)
- Vom Suchen und Finden der Liebe (2005)
- Control (2007)
- Wo ist Fred? (2006)
- I Really Hate My Job (2007)
- The Dust of Time (2007)
- Youth Without Youth[5] (2007)
- Der Baader Meinhof Komplex (2008)
- The Reader (2008)
- El caso Farewell (2009)
- Imagine (2012)
- Rush (2013)
- Vier Gegen Die Bank (2016)
- Geostorm (2017)
- Historia de un crimen (2019)
- The King's Man (2021)